# Saint-Pierre-du-Regard
Saint-Pierre-du-Regard là một xã ở tỉnh Orne Hauts-de-France tây bắc nước Pháp. Xã Saint-Pierre-du-Regard nằm ở khu vực có độ cao trung bình 126 mét trên mực nước biển.